# 6 août 2006
Le dimanche 6 août 2006 est le 218e jour de l'année 2006.

## Décès
- Hirotaka Suzuoki (né le 6 mars 1950), comédien de doublage japonais
- Jim Pomeroy (né le 16 novembre 1952), pilote américain de moto-cross
- Moacir Santos (né le 8 avril 1924), compositeur et interprète de sambas, joue du saxophone
- Pramila (née le 30 décembre 1916), actrice et productrice indienne
- Salvino Azzopardi (né le 21 juin 1931), philosophe maltais

## Événements
- Fin des championnats d'Europe de natation 2006
- Fin du festival interceltique de Lorient 2006
- Grand Prix automobile de Hongrie 2006
- Fin du jeu télévisé le Jeu de Bleue
- Début de la série télévisée d'animation américaine : Metalocalypse
- Début du tour de l'Ain 2006
- Fin du tour du Danemark 2006
- Fin du Tournoi de tennis de San Diego (WTA 2006)